# Salon.com
Salon.com是一家位于美国圣弗朗西斯科的持政治进步主义/自由主义立场的新闻和评论网站，由大卫·塔尔博特（David Talbot）创办于1995年。Salon.com主要发表关于美国政治、文化、商业以及时事等领域的文章。

## 历史
Salon是在“1994年旧金山报纸行业大罢工”之后，由前《旧金山观察家报》（San Francisco Examiner）艺术和专题编辑大卫·塔尔博特创建的。1995年4月18日，域名salon.com被创建。
1999年4月Salon收购虚拟社区The Well，1999年4月Salon开始启用salon.com这个域名。Nielsen/NetRatings的数据显示，1999年10月份Salon约有200万用户。